# Anneliese Reuter-Rautenberg
Anneliese Reuter-Rautenberg, geborene Rautenberg, (* 10. November 1934 in Rastenburg/Ostpreußen) ist eine deutsche Kunsthistorikerin.

## Leben
Anneliese Rautenberg legte 1953 das Abitur in Neubrandenburg ab und studierte 1953/54 an der Universität Halle und 1954 bis 1957 an der Humboldt-Universität zu Berlin, wo sie im Sommersemester 1957 mit dem Staatsexamen abschloss. Anschließend war sie Volontärin an den Staatlichen Museen zu Berlin und katalogisierte mit einem Forschungsauftrag den Kunstbesitz der Humboldt-Universität. Sie siedelte 1959 aus der DDR in die Bundesrepublik über und studierte ab 1959 an der Universität Freiburg, wo sie 1965 bei Kurt Bauch promoviert wurde. Sie war Leiterin der museumspädagogischen Abteilung der Staatlichen Kunsthalle Karlsruhe.
1997 erhielt sie das Verdienstkreuz am Bande der Bundesrepublik Deutschland.
Verheiratet war sie mit dem Architekten Hilmar Reuter (1923–2012).

## Schriften (Auswahl)
- Ausführlicher Abschlußbericht zur Forschungsarbeit „Der Kunstbesitz der Humboldt-Universität zu Berlin“. Maschinenschriftlich, Humboldt-Universität zu Berlin, Berlin 1959 (Digitalisat).
- Mittelalterliche Brunnen in Deutschland, Freiburg i. Br. 1965 (= Dissertation, mit Lebenslauf).
- Unsere Kunsthalle. Ein Buch für Kinder über die Staatliche Kunsthalle Karlsruhe, Karlsruhe 1976.
- Vom Stifterbild zum Standesporträt. 30 Bildnisse im Besitz der Staatl. Kunsthalle Karlsruhe, Karlsruhe 1980.
- Karlsruher Kinder im "Dritten Reich". Ausstellung im Kindermuseum, 2.10.1982 - 31.7.1983, Karlsruhe 1982.